# Вольпенхайн, Брайан
Брайан Дэниел Вольпенхайн (англ. Bryan Daniel Volpenhein; род. 18 августа 1976, Цинциннати, Огайо) — американский гребец, выступавший за сборную США по академической гребле в период 1998—2008 годов. Чемпион летних Олимпийских игр в Афинах, бронзовый призёр Олимпийских игр в Пекине, трёхкратный чемпион мира, победитель этапов Кубка мира, победитель и призёр многих регат национального значения.

## Биография
Брайан Вольпенхайн родился 18 августа 1976 года в городе Цинциннати, штат Огайо.
Занимался академической греблей во время учёбы в Университете штата Огайо, состоял в местной гребной команде «Огайо Стэйт Бакайс», неоднократно принимал участие в различных студенческих соревнованиях. Позже проходил подготовку в Принстонском тренировочном центре в Нью-Джерси.
Первого серьёзного успеха на взрослом международном уровне добился в сезоне 1998 года, когда вошёл в основной состав американской национальной сборной и в зачёте распашных рулевых восьмёрок выиграл золотую медаль на чемпионате мира в Кёльне. Год спустя на аналогичных соревнованиях в Сент-Катаринсе повторил это достижение в той же дисциплине.
В 2000 году стартовал в восьмёрках на летних Олимпийских играх в Сиднее, однако здесь занял лишь пятое место.
В 2001 году отметился победой на домашнем этапе Кубка мира в Нью-Джерси, тогда как на чемпионате мира в Люцерне был четвёртым.
На мировом первенстве 2002 года в Севилье получил бронзу в восьмёрках. Помимо этого, был лучшим на этапе Кубка мира в Люцерне.
В 2003 году побывал на чемпионате мира в Милане, откуда привёз награду серебряного достоинства, выигранную в восьмёрках.
В 2004 году в безрульных четвёрках одержал победу на этапе Кубка мира в Люцерне. Благодаря череде удачных выступлений удостоился права защищать честь страны на Олимпийских играх в Афинах. В составе экипажа-восьмёрки в финале обошёл всех своих соперников и тем самым завоевал золотую олимпийскую медаль. Это была первая победа американских гребцов в данной дисциплине с 1964 года, здесь они также установили мировой рекорд, показав время 5:19,85.
После афинской Олимпиады Вольпенхайн остался в составе гребной команды США на ещё один олимпийский цикл и продолжил принимать участие в крупнейших международных регатах. Так, в 2005 году в восьмёрках он победил на мировом первенстве в Гифу, тогда как в безрульных четвёрках занял пятое место.
На мировом первенстве 2007 года в Мюнхене стартовал в безрульных четвёрках и попасть в число призёров не смог.
Находясь в числе лидеров американской национальной сборной, благополучно прошёл отбор на Олимпийские игры 2008 года в Пекине. На сей раз в восьмёрках пришёл к финишу третьим позади экипажей из Канады и Великобритании, таким образом добавил в послужной список бронзовую олимпийскую награду. Вскоре по окончании этих соревнований принял решение завершить спортивную карьеру.